# All-Star Game MVP der Basketball-Bundesliga
Der Basketball-Bundesliga All-Star Game MVP Award ist eine Auszeichnung der Basketball-Bundesliga (BBL) für den wertvollsten Spieler (engl.: Most Valuable Player, kurz MVP) des BBL All-Star Games. Der MVP des BBL All-Star Games wird direkt nach dem All-Star Game, das meistens Ende Januar stattfindet, durch ein Gremium aus Veranstaltern und Sponsoren gewählt.

## Tabellarische Chronik

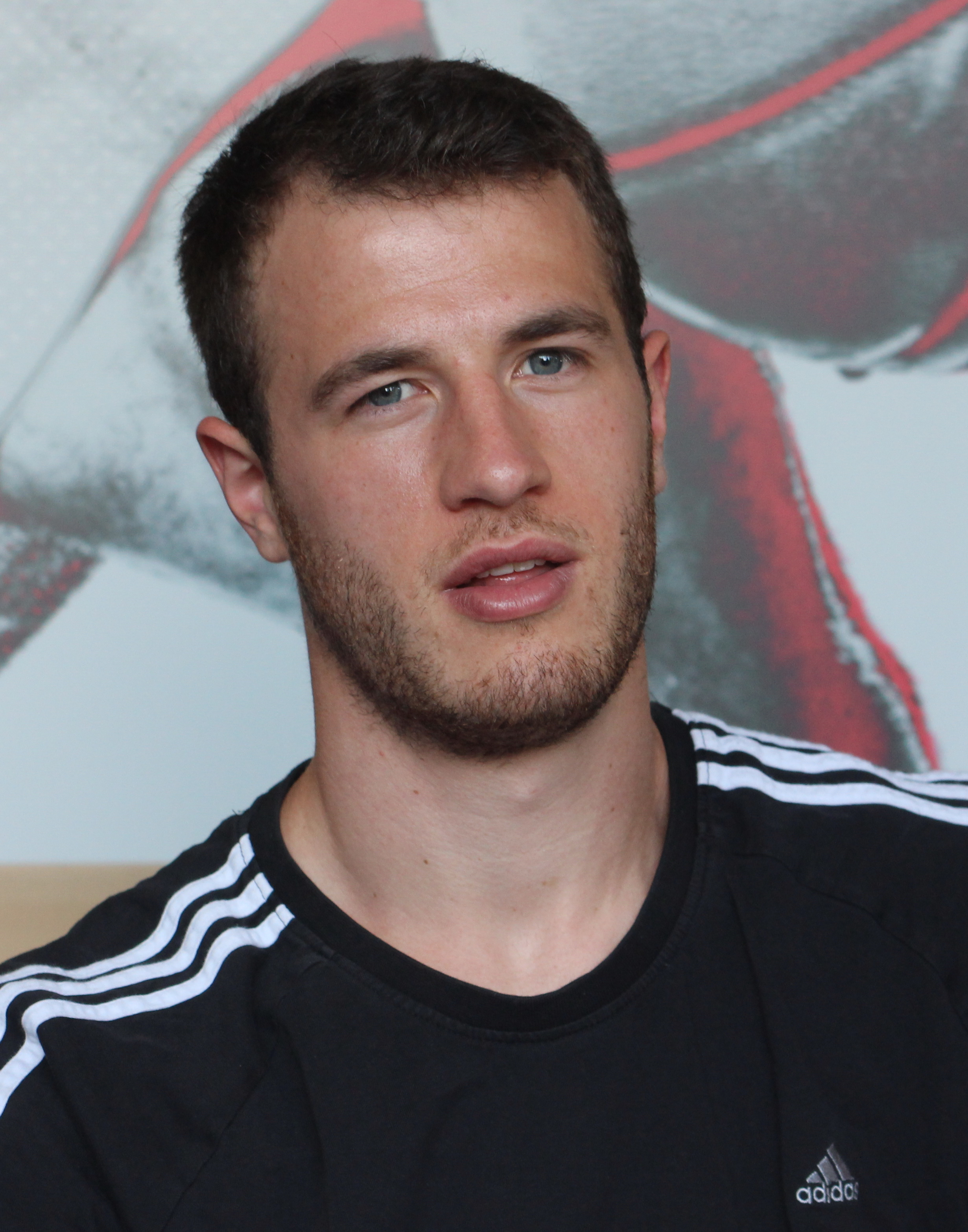
Philipp Schwethelm, MVP des All-Star Games 2017

| Saison    | Spieler                                                      | Nat.                                                         | Position                                                     | Verein                                                       |
| --------- | ------------------------------------------------------------ | ------------------------------------------------------------ | ------------------------------------------------------------ | ------------------------------------------------------------ |
| 1995/96   | Teoman Alibegović                                            | Slowenien                                                    | SF/PF                                                        | Alba Berlin                                                  |
| 1996/97   | Siniša Kelečević                                             | Kroatien                                                     | PF                                                           | Telekom Baskets Bonn                                         |
| 1997/98   | Wendell Alexis                                               | Vereinigte Staaten                                           | SF/PF                                                        | Alba Berlin                                                  |
| 1998/99   | Wendell Alexis (2)                                           | Vereinigte Staaten                                           | SF/PF                                                        | Alba Berlin                                                  |
| 1999/2000 | Olumide Oyedeji                                              | Nigeria                                                      | C                                                            | DJK s.Oliver Würzburg                                        |
| 2000/01   | John Best                                                    | Vereinigte Staaten                                           | PF                                                           | TSV Bayer 04 Leverkusen                                      |
| 2001/02   | Reggie Bassette                                              | Vereinigte Staaten                                           | PF/C                                                         | RheinEnergy Cologne                                          |
| 2002/03   | Carl Brown                                                   | Vereinigte Staaten                                           | PG                                                           | TBB Trier                                                    |
| 2003/04   | Rimantas Kaukėnas                                            | Litauen                                                      | SG                                                           | Telekom Baskets Bonn                                         |
| 2004/05   | Denis Wucherer                                               | Deutschland                                                  | SG/SF                                                        | Bayer Giants Leverkusen                                      |
| 2005/06   | Brian Brown                                                  | Vereinigte Staaten                                           | PG/SG                                                        | TBB Trier                                                    |
| 2006/07   | Demond Mallet                                                | Vereinigte Staaten                                           | PG/SG                                                        | RheinEnergie Köln                                            |
| 2007/08   | Julius Jenkins                                               | Vereinigte Staaten                                           | PG                                                           | Alba Berlin                                                  |
| 2008/09   | Darren Fenn                                                  | Vereinigte Staaten                                           | C                                                            | Artland Dragons                                              |
| 2009/10   | Chris Ensminger                                              | Vereinigte Staaten                                           | C                                                            | Telekom Baskets Bonn                                         |
| 2010/11   | Kyle Hines                                                   | Vereinigte Staaten                                           | PF                                                           | Brose Baskets                                                |
| 2011/12   | John Bryant                                                  | Vereinigte Staaten                                           | C                                                            | ratiopharm ulm                                               |
| 2012/13   | John Bryant (2)                                              | Vereinigte Staaten                                           | C                                                            | ratiopharm ulm                                               |
| 2013/14   | Isaiah Swann                                                 | Vereinigte Staaten                                           | PG                                                           | New Yorker Phantoms Braunschweig                             |
| 2014/15   | Brad Wanamaker                                               | Vereinigte Staaten                                           | PG/SG                                                        | Brose Baskets                                                |
| 2015/16   | Per Günther                                                  | Deutschland                                                  | PG                                                           | ratiopharm ulm                                               |
| 2016/17   | Philipp Schwethelm                                           | Deutschland                                                  | SG/SF                                                        | EWE Baskets Oldenburg                                        |
| 2017/18   | Peyton Siva                                                  | Vereinigte Staaten                                           | PG                                                           | Alba Berlin                                                  |
| 2018/19   | İsmet Akpınar                                                | Deutschland                                                  | PG                                                           | ratiopharm ulm                                               |
| 2019/20   | aufgrund des engen Terminplans fand kein All-Star Game statt | aufgrund des engen Terminplans fand kein All-Star Game statt | aufgrund des engen Terminplans fand kein All-Star Game statt | aufgrund des engen Terminplans fand kein All-Star Game statt |
| 2020/21   | aufgrund der COVID-19-Pandemie fand kein All-Star Game statt | aufgrund der COVID-19-Pandemie fand kein All-Star Game statt | aufgrund der COVID-19-Pandemie fand kein All-Star Game statt | aufgrund der COVID-19-Pandemie fand kein All-Star Game statt |